# Eparquía de San Josafat en Parma
La eparquía de San Josafat en Parma (en latín: Eparchia Sancti Iosaphat Parmen(sis) Ucrainorum y en inglés: Ukrainian Catholic Eparchy of Saint Josaphat in Parma) es una circunscripción eclesiástica greco-católica ucraniana de la Iglesia católica en Estados Unidos, sufragánea de la archieparquía de Filadelfia. La eparquía tiene al obispo Bohdan John Danylo como su ordinario desde el 7 de agosto de 2014.
En el Anuario Pontificio la Santa Sede usa el nombre Saint Josaphat in Parma degli Ucraini y en el sitio web de la Iglesia greco-católica ucraniana el nombre utilizado es en ucraniano: Пармська святого Йосафата.

## Territorio y organización
La eparquía extiende su jurisdicción sobre los fieles católicos de rito bizantino greco-católico ucraniano residentes en los estados de Florida, Georgia, Tennessee, Carolina del Norte, Virginia Occidental, Carolina del Sur, Ohio, Alabama, Misisipi, Kentucky y la parte occidental de Pensilvania hasta el límite oriental de los condados Potter, Clinton, Centre, Mifflin, Huntingdon y Fulton.
La sede de la eparquía se encuentra en la ciudad de Parma, en donde se halla la Catedral de San Josafat.
En 2020 en la eparquía existían 39 parroquias agrupadas en 5 decanatos.
Southern Deanery
- En el estado de Florida:
  - Epiphany of Our Lord en San Petersburgo
  - Saint Andrew en Brooksville
  - Presentation of the Most Holy Mother of God (Saint Mary’s) en North Port
  - Assumption of the Blessed Virgin Mary en Miami
  - Saint Mary’s Protection en Apopka
- En el estado de Georgia:
  - Mother of God en Conyers

Mid-Atlantic Deanery
- En el estado de Tennessee:
  - St. Thomas the Apostle en Knoxville
- En el estado de Carolina del Sur:
  - Dormition of the Mother of God Mission en la St Rafka Maronite Catholic Church de Greer
  - Holy Cross Mission en la Transfigulation Catholic Church de Blythewood
- En el estado de Carolina del Norte:
  - Saint Basil the Great en Charlotte
  - Saints Volodymyr and Olha en Garner
  - Saint Nicholas Mission en Cary, Raleigh
  - St. John the Baptist Mission en Pineville

Central Deanery
- En el estado de Virginia Occidental:
  - Our Lady of Perpetual Help en Wheeling
- En el estado de Pensilvania:
  - Saints Peter and Paul en Aliquippa
  - Immaculate Conception Ukrainian Catholic Church en Altoona
  - Saints Peter and Paul en Ambridge
  - Saint Vladimir en Arnold
  - Holy Trinity en Carnegie
  - Saint Demetrius en Jeannette
  - Saint Michael the Archangel en Lyndora
  - Saint John the Baptist en McKees Rocks
  - Saint George en Pittsburgh
  - Saint John the Baptist en Pittsburgh

Eastern Deanery
- En el estado de Pensilvania:
  - Patronage of the Mother of God en Ford City
  - Saint John the Baptist en Johnstown
  - Assumption of the Mother of God en Latrobe
  - Nativity of the Mother of God en New Alexandria
  - Immaculate Conception en Northern Cambria
  - Annunciation of the Mother of God en Ramey
  - Protection of the Mother of God en Revloc
  - Saint Michael en West Leechburg

Western Deanery
- En el estado de Ohio:
  - Holy Ghost en Akron
  - Saint Anne en Austintown
  - Saints Peter and Paul en Cleveland
  - Saint John the Baptist en Lorain
  - Pokrova en Parma
  - Saint Andrew en Parma
  - Saint Josaphat Cathedral en Parma
  - Saint Michael en Rossford
  - Protection of the Mother of God (Saint Mary’s) en Solon
  - Holy Trinity en Youngstown

## Historia
La eparquía fue erigida el 5 de diciembre de 1983 con la bula Hoc Apostolicae del papa Juan Pablo II, separando territorio de la archieparquía de Filadelfia.

A memorata Eparchia Metropolitana Philadelphiensi loca distrahimus, in quibus Status vulgo Ohio, Mississipi, West Virginia, Kentucky, Tennessee, Alabama, Georgia, North Carolina, South Carolina, Florida et Western Pennsylvania consistunt, ex iisdemque novam condimus Eparchiam ab urbe Parma, in qua eparchialis erit Sedes, appellandam, nempe Eparchiam Sancti Iosaphat Parmensem, quam Eparchiae Metropolitanae Philadelphiensi Ucrainorum suffraganeam subicimus cuiusque templus in urbe Parma exstans ad dignitatem evehimus cathedralis templi, ita ut et privilegiis et insignibus frui possit ceterorum eiusdem ordinis templorum propriis.

## Estadísticas
De acuerdo al Anuario Pontificio 2021 la eparquía tenía a fines de 2020 un total de 11 650 fieles bautizados.
| Año                                                                             | Población            | Población | Población      | Sacerdotes | Sacerdotes    | Sacerdotes    | Bautizados por sacerdote | Diáconos permanentes | Religiosos | Religiosos | Parroquias |
| Año                                                                             | Bautizados católicos | Total     | % de católicos | Total      | Clero secular | Clero regular | Bautizados por sacerdote | Diáconos permanentes | Varones    | Mujeres    | Parroquias |
| ------------------------------------------------------------------------------- | -------------------- | --------- | -------------- | ---------- | ------------- | ------------- | ------------------------ | -------------------- | ---------- | ---------- | ---------- |
| 1990                                                                            | 11 935               | ?         | ?              | 37         | 37            |               | 322                      | 1                    |            | 10         | 37         |
| 1999                                                                            | 11 522               | ?         | ?              | 40         | 40            |               | 288                      | 6                    |            | 9          | 38         |
| 2000                                                                            | 11 412               | ?         | ?              | 37         | 37            |               | 308                      | 6                    |            | 8          | 39         |
| 2001                                                                            | 11 299               | ?         | ?              | 46         | 46            |               | 245                      | 5                    |            | 9          | 38         |
| 2002                                                                            | 11 224               | ?         | ?              | 47         | 46            | 1             | 238                      | 7                    | 1          | 10         | 38         |
| 2003                                                                            | 11 162               | ?         | ?              | 46         | 45            | 1             | 242                      | 5                    | 1          | 5          | 38         |
| 2004                                                                            | 11 058               | ?         | ?              | 47         | 46            | 1             | 235                      | 5                    | 1          | 5          | 38         |
| 2009                                                                            | 10 685               | ?         | ?              | 54         | 52            | 2             | 197                      | 8                    | 4          | 3          | 39         |
| 2010                                                                            | 10 685               | ?         | ?              | 42         | 40            | 2             | 254                      | 1                    | 4          | 2          | 38         |
| 2012                                                                            | 10 685               | ?         | ?              | 40         | 39            | 1             | 267                      | 1                    | 3          | 2          | 38         |
| 2017                                                                            | 10 701               | ?         | ?              | 46         | 46            |               | 232                      | 16                   | 2          | 2          | 42         |
| 2020                                                                            | 11 650               | ?         | ?              | 46         | 46            |               | 253                      | 17                   | 2          | 2          | 48         |
| Fuente: Catholic-Hierarchy, que a su vez toma los datos del Anuario Pontificio. |                      |           |                |            |               |               |                          |                      |            |            |            |

## Episcopologio
- Robert Mikhail Moskal † (5 de diciembre de 1983-29 de julio de 2009 renunció)
  - Sede vacante (2009-2014)[4]
- Bohdan John Danylo, desde el 7 de agosto de 2014